# فرناندو باسكال
فرناندو باسكال (بالهولندية: Fernando Pascale)‏ هو لاعب كرة قدم هولندي، ولد في 18 أغسطس 1976 في دوردريخت في هولندا.